# 第二世哲布尊丹巴呼图克图
哲布尊丹巴·罗布丹彬多密（藏語：བློ་བཟང་བསྟན་པའི་སྒྲོན་མེ，威利转写：blo bzang bstan pa'i srgon me；1724年1月27日—1758年2月5日），第二世哲布尊丹巴呼图克图，外蒙古藏传佛教的主要活佛。加上佛教传说的十五世，又称十七世。
第一世哲布尊丹巴呼图克图的曾侄孙，土谢图汗敦多布多尔济的庶子。雍正元年（1723年）根据第一世哲布尊丹巴呼图克图的遗言，七世达赖从四个灵童中选择，最后雍正帝确认。雍正六年受格宁戒，次年，喀尔喀诸王大会，正式升法座。十年（1732年）准噶尔噶尔丹策零东征喀尔喀，他到多伦避难。乾隆元年（1736年）进京朝见乾隆，被准许拥有黄色围墙和行宫。三年，乾隆帝正式册封，授金册金印，掌管喀尔喀密教。五年奉旨返回库伦，修缮佛寺，开讲法会。十五年接受广教寺，直接领民一千多户。1754年设立额尔德尼商卓特巴，管理行政事务，本人专管宗教事务。1756年，奉诏召集喀尔喀王公，为清朝平定阿睦尔撒纳和青衮雜卜立下功劳，乾隆赐号敷教安众大喇嘛。乾隆二十二年十二月（1758年2月），在库伦入寂，乾隆建立敕愿寺，供奉他的舍利塔。